# Suivez cet homme (film)
Pour les articles homonymes, voir Suivez cet homme.
Pour plus de détails, voir Fiche technique et Distribution.
Suivez cet homme est un film français réalisé par Georges Lampin en 1952, sorti en 1953.

## Synopsis
Le commissaire Basquier fête ses cinquante ans et se rappelle deux affaires qui ont marqué sa carrière : l'assassinat d'Olga, une prêteuse sur gages, puis le cambriolage du bijoutier Courvoisier par deux malfrats déguisés en policier.

## Fiche technique
- Réalisation : Georges Lampin
  - Assistants réalisation : Denys de La Patellière et Philippe Modave
- Scénario : Jacques Rémy
  - Adaptation : Jacques Rémy, Denys de La Patellière
  - Dialogues : Alexandre Breffort
- Musique : Maurice Thiriet
- Photographie : Jean Bourgoin
- Son : Guy Calvet
- Décors : Paul-Louis Boutié, assisté de Henri Sonois
- Montage : Robert Isnardon et Monique Isnardon
- Photographe de plateau : Raymond Bègue
- Chef de production : Roger Ribadeau-Dumas
- Sociétés de production : Société Française de Cinématographie, Sirius Films
- Société de distribution : Sirius
- Pays de production :  France
- Tournage du 16 juin au 1er août 1952
- Genre : Policier
- Format : noir et blanc, 35 mm
- Durée : 95 minutes
- Première présentation le 27 février 1953

## Distribution
- Bernard Blier : le commissaire divisionnaire François Basquier
- Yves Robert : l'inspecteur Paulhan
- Suzy Prim : Mme Olga, prêteuse sur gages
- Paul Frankeur : M. Mallet, le mari séparé de Mme Olga
- Andrée Clément : Arlette Génod
- France Roche : Alice Tissot
- Arthur Devère : M. Forgeat
- René Blancard : le docteur Corbier
- Laurence Badie : Georgette, la bonne de Mme Olga
- Julien Verdier : M. Guy Couvoisier, le bijoutier
- Véronique Deschamps : Yvonne Chouquet, l'employée de Courvoisier
- Guy Decomble : Emile Kortenwirth
- Daniel Cauchy : Pierrot
- Madeleine Barbulée : Mme Durbain, la concierge de Courvoisier
- Dominique Davray : Mme Fernande, la couturière
- Albert Michel : le contrôleur de la prison
- Christian Fourcade : le petit Jacky
- Paul Villé : Marcel, le beau-frère de François
- François Joux (non crédité) : l'inspecteur Calmain
- Robert Le Béal (non crédité) : un inspecteur
- Jean Sylvère (non crédité) : l'inspecteur Martin
- René Havard : un inspecteur
- Gabriel Gobin (non crédité) : l'agent Faurel
- Emile Genevois (non crédité) : le garagiste
- Luc Andrieux (non crédité) : le régisseur du studio de cinéma
- Émile Riandreys (non crédité) : le costumier
- René Berthier (non crédité) : le curé
- Eugène Stuber (non crédité) : le bistrot
- Gérard Buhr (non crédité) : le jeune au flipper
- Robert Mercier (non crédité) : un agent
- Maurice Derville (non crédité)
- Dominique Page (non créditée)
- Monette Dinay (non créditée)
- Robert Pouget (non crédité)
- Michel Salina

## Autour du film
Dans la première affaire criminelle (l'assassinat de Mme Olga), le commissaire Basquier teste en vain lors d'un interrogatoire de suspects, un détecteur de mensonge improvisé : un sphygmomanomètre (tensiomètre).